# Довгий Олег Іванович
Оле́г Іва́нович До́вгий (6 січня 1993 — 31 січня 2015) — лейтенант Збройних Сил України, учасник російсько-української війни. Герой України.

## Життєпис
У липні 2010 року вступив до Академії сухопутних військ імені гетьмана Петра Сагайдачного на факультет аеромобільних військ та розвідки. У 2012 році, у зв'язку з переведенням факультету, продовжив навчання у Одесі. У 2014 році закінчив факультет високомобільних десантних військ та розвідки Одеської військової академії.
Заступник командира гірсько-піхотної роти по роботі з особовим складом, 15-й гірсько-піхотний батальйон.
31 січня 2015 року перебував на блокпосту поблизу Чорнухиного. У той день підрозділи російських окупаційних військ за підтримки 3 танків та артилерії розпочали наступ на взводно-опорний пункт «Віталій». Лейтенант Довгий надавав допомогу пораненим побратимам — Михайлу Григоришину та Сергію Матусевичу. Загинув від кулі снайпера, надаючи їм допомогу. Обидва вояки також загинули в цьому бою. 23 лютого вдалося забрати тіло Олега з місця боїв.
26 лютого похований у Щурівцях.
Без Олега лишились батьки та сестра.

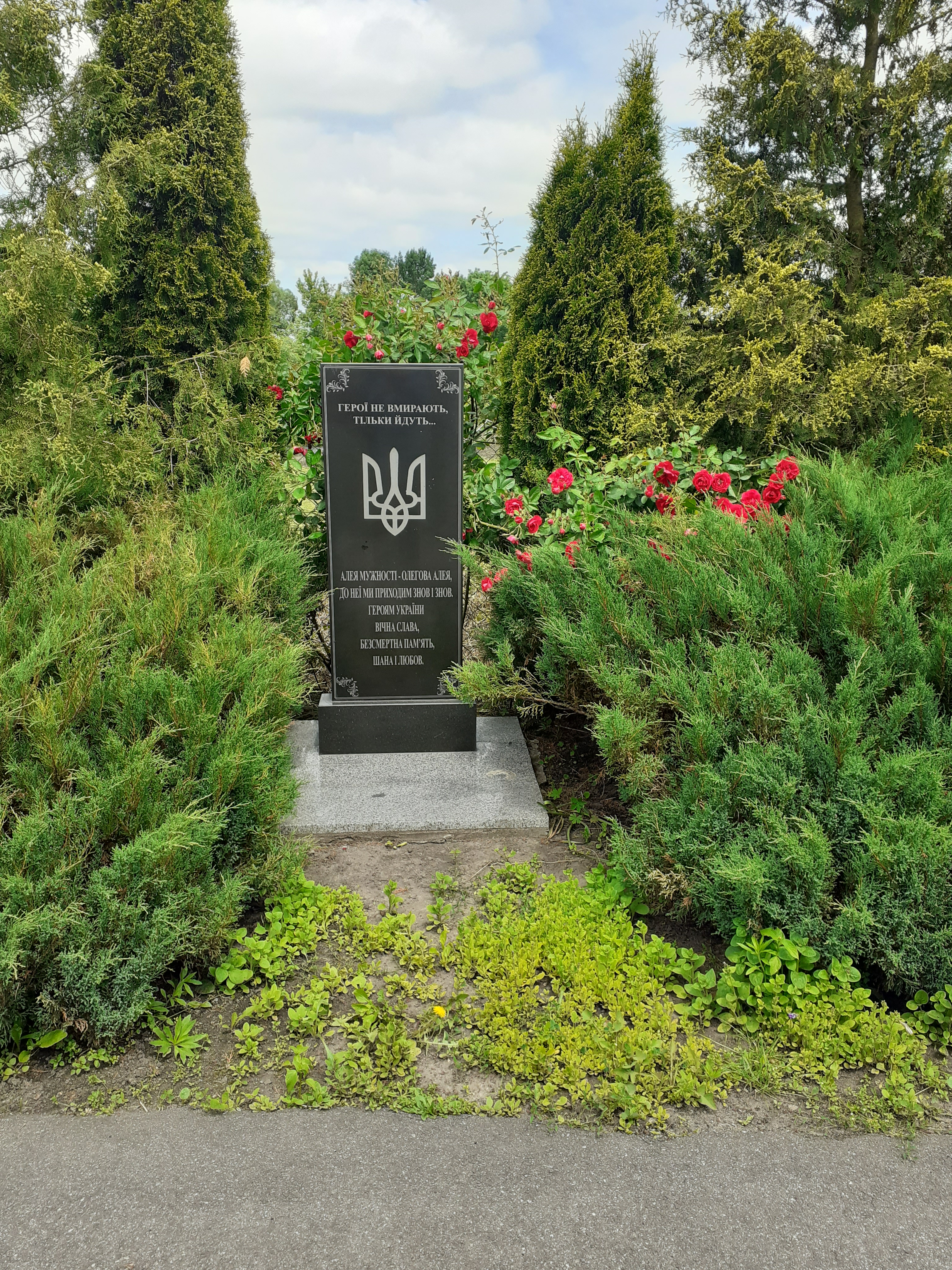
Oleg Dovhy Alley

В рідному селі Щурівці створена Алея Олега Довгого.

## Нагороди
- Звання Герой України з удостоєнням ордена «Золота Зірка» (23 серпня 2018, посмертно) — за особисту мужність, героїзм і самопожертву, виявлені у захисті державного суверенітету та територіальної цілісності України, вірність військовій присязі[1][2]

## Вшанування
- 30 липня 2015 року у селі Щурівці Ізяславського району на фасаді будівлі навчально-виховного комплексу (вулиця Центральна, 1), де навчався Олег, йому відкрито меморіальну дошку.
- Вшановується в меморіальному комплексі «Зала пам'яті», в щоденному ранковому церемоніалі 31 січня[3][4].